# كيسي أفليك
كاليب كيسي ماكجواير أفليك-بولدت (بالإنجليزية: Caleb Casey McGuire Affleck-Boldt)‏ (من مواليد 12 أغسطس 1975؛ فالموث، ماساتشوستس) ممثل ومخرج أمريكي. بدأ حياته المهنية بالتمثيل عندما كان طفلًا، فظهر في فيلم محطة بّي بي إس التلفزيوني Lemon Sky عام 1988، والمسلسل القصير (1990) The Kennedys of Massachusetts، وظهر لاحقًا في ثلاثة أفلام لجوس فان سانت-  (To Die For (1995، وغود ويل هانتينغ (1997)، و Gerry عام 2000. وفي ثلاثية أفلام السرقة الكوميدية التي أخرجها ستيفن سودربرغ- أوشن 11 (2001)، وأوشن 12 (2004)، وأوشن 13 (2007). كان أول دور رئيسي له في فيلم الدراما الكوميدي المستقل الذي أخرجه ستيف بوشيمي، Lonesome Jim (2006).
كانت انطلاقة أفليك في عام 2007، عندما رُشح لجائزة الأوسكار لأفضل ممثل مساعد عن أدائه في الدراما الغربية اغتيال جيسي جيمس مِن قِبل الجبان روبرت فورد، ومثل في فيلم الدراما والجريمة رحلت الطفلة رحلت (2007)، من إخراج أخيه بن أفليك. في عام 2010، أخرج فيلم الموكومنتري I'm Still Here (ما زلت هنا). شارك بعد ذلك في سلسلة من الأفلام الناجحة في بداية عام 2010، هي سرقة برج، وبارانورمان، وفيلم الخيال العلمي بين النجوم (2014)، وتلقى ثناءً خاصًا لأدائه دور شخص خارج عن القانون في فيلم ليست لهم أجساد القديسين.
في عام 2016، لعب أفليك دور البطولة في فيلم الدراما مانشستر باي ذا سي. لأدائه دور «لي تشاندلر»، وهو رجل منكوب بسبب فقدان أطفاله، فاز بجائزة غولدن غلوب لأفضل ممثل في فيلم دراما، وجائزة الأوسكار لأفضل ممثل، وجائزة البافتا لأفضل ممثل في دور رئيسي، وُرشِح لجائزة نقابة ممثلي الشاشة. وأشار خلال تسلُّمه لجائزة الغولدن غلوب، إلى خطاب سابق لزميله الممثل دينزل واشنطن، عند تسلمه أيضًا، مقتبسًا منه قوله «الله محبة». في عام 2017، تلقى أفليك إشادة نقدية لدوره الرئيسي في فيلم الظواهر الخارقة والدراما A Ghost Story.

## الحياة الشخصية

### العلاقات والأسرة
تعرف أفليك إلى الممثلة سمر فينيكس من خلال شقيقها خواكين في منتصف التسعينيات. وبدأ المواعدة في عام 1999، وعملا معًا في كل من فيلم كوميتيد في عام 2000، وفي الإنتاج المسرحي This is our youth في عام 2002. خُطب الثنائي لبعضهما في يناير عام 2004، وتزوجا في 3 يونيو عام 2006 في سافانا، في جورجيا. أنجبا طفلين، هما: «إنديانا أوغست» (مواليد مايو 2004) و«أتيكس» (مواليد يناير 2008). انفصلا عن بعضهم بشكل سري في بداية عام 2015، وأعلنا انفصالهما على الملأ في مارس 2016. وقال أفليك في وقت لاحق: «إنها أفضل الناس. ونحن أصدقاء جيدون للغاية. وأنا أحبها». في 1 أغسطس 2017، قدمت فينيكس طلبًا رسميًا للطلاق، مشيرةً إلى «خلافات غير قابلة للتسوية»، وانتهت القضية في وقت لاحق من ذلك العام.
بدأ علاقة مع الممثلة فلوريانا ليما في عام 2016.

### إدمان الكحول
في مقابلة أجراها عام 2016، قال أفليك إنه كان مقلعًا عن شرب الكحول «لمدة ثلاث سنوات تقريبًا.. كان والدي سكيرًا كارثيًا، وكانت جدتي مدمنةً على الكحول، وقضى أخي بعض الوقت في مركز إعادة التأهيل – الموضوع في جيناتنا».

### آراؤه السياسية
في عام 2008، صور أفليك حلقة من المسلسل الوثائقي 4 ريل، التي زار فيها أمة باوني في أوكلاهوما، وعلق على التقدم الذي أحرزوه الذي يُعزى بشكل كبير إلى «حسن تدبيرهم وإصرارهم وشخصياتهم، لا بسبب طيبة قلوبنا جميعًا». دعم أفليك خلال الحملة الرئاسية في عام 2016 هيلاري كلينتون، ووصف دونالد ترامب بأنه «أحمق خطير». في عام 2017، قدمت شركة أفليك للإنتاج، الشركة التي شارك في تأسيسها مع جون باورز ميدلتن، إلى ترامب مساهمات مالية متعددة. نفى أفليك في بيان له أي مشاركة: «لم أكن على علمٍ بما جرى، ولم أُسأل عن الموضوع، ولم أكن لأسمح بذلك مطلقًا... فسياسات إدارة ترامب والقيم التي تمثلها، تتناقض مع كل ما أؤمن به».

## جوائز وترشيحات
حصل على جوائز منها:
- جائزة غولدن غلوب لأفضل ممثل - فيلم دراما، عن عمل: مانشستر باي ذا سي (2017)
- جائزة الأوسكار لأفضل ممثل، عن عمل: مانشستر باي ذا سي (2017).

ترشح لـ:
- جائزة الأوسكار لأفضل ممثل مساعد، عن عمل: اغتيال جيسي جيمس من قبل الجبان روبرت فورد (2008)
- جائزة غولدن غلوب لأفضل ممثل مساعد - فيلم، عن عمل: اغتيال جيسي جيمس من قبل الجبان روبرت فورد (2008).

## وصلات خارجية
- كيسي أفليك على موقع IMDb (الإنجليزية)
- كيسي أفليك على موقع ميتاكريتيك (الإنجليزية)
- كيسي أفليك على موقع الموسوعة البريطانية (الإنجليزية)
- كيسي أفليك على موقع روتن توميتوز (الإنجليزية)
- كيسي أفليك على موقع مونزينجر (الألمانية)
- كيسي أفليك على موقع قاعدة بيانات الأفلام العربية
- كيسي أفليك على موقع ألو سيني (الفرنسية)
- كيسي أفليك على موقع ميوزك برينز (الإنجليزية)
- كيسي أفليك على موقع أول موفي (الإنجليزية)
- كيسي أفليك على موقع بوكس أوفيس موجو (الإنجليزية)